# Десант
Десант (енгл. Landing, фр. Debarquement, рус. Десант) потиче од француске речи descente (силазак, спуштање, искрцавање) и значи превожење трупа, њихово искрцавање на непријатељску територију и заузимање просторије, да би се са ње предузело вршење одређеног задатка.

## Врсте десанта
Према начину превожења и врсти превозних средстава, десант може бити поморски, речни и ваздушни, а према руској терминологији и тенковски. Према циљу, значају и размерама, десант може бити стратегијски, оперативни, тактички и диверзиони.

## Ноте
1. ↑  Војна енциклопедија, Београд 1959, Главни уредник — генерал-потпуковник Бошко Шиљеговић

## Препоручена литература
- Војна енциклопедија, Београд 1959, Главни уредник — генерал-потпуковник Бошко Шиљеговић